# Zoran Markovic
Zoran Markovic (* 6. Mai 1995) ist ein Schweizer Handballspieler.

## Karriere

### Im Verein
Zoran Markovic spielt seit der Jugend für die Kadetten Schaffhausen und lief in der Saison 2015/16 erstmals für die 1. Mannschaft auf. 2016 gewann er mit den Kadetten direkt die Schweizer Meisterschaft. In den folgenden Jahren 2017, 2019, 2022 und 2023 konnte er mit Schafhausen erneut die Meisterschaft gewinnen. In der Saison 2020/21 zog er sich einen Kreuzbandriss zu, wodurch er die restliche Saison pausieren musste.

### In Auswahlmannschaften
Sein erstes Spiel für die Schweizer A-Nationalmannschaft machte er 2016 gegen die Slowakei. An der Europameisterschaft 2024 stand er im Aufgebot, kam aber nicht zum Einsatz und belegte mit dem Team den 21. Rang.
Bisher erzielte er 43 Tore in 31 Spielen.